# ナノ発電機
ナノ発電機（ナノはつでんき、英: nanogenerator）とは、微小な規模の物理現象から力学的エネルギーや熱エネルギーを取り入れて電気に変換する技術である。ナノ発電機の典型的な方式には圧電型、摩擦帯電型、焦電型の三種がある。前二者は力学的エネルギーを利用し、後者は時間的な温度のゆらぎから熱エネルギーのハーベスティングを行う。

## 圧電型ナノ発電機
圧電型ナノ発電機（英: piezoelectric nanogenerator）とは、圧電体ナノ構造を利用して環境に存在する運動エネルギーを電気エネルギーへと変換するエネルギーハーベスティングデバイスである。2006年に初めて発表されたナノ発電機はこの方式であった。「ナノ発電機」という語は本来利用するエネルギーの種類を限定するものではないが（太陽エネルギーや熱エネルギーなども含む）、もっとも一般的にはこの方式を指す。
現在はまだ発展の初期段階にあるが、将来エネルギーハーベスタの微細化にブレークスルーをもたらし、ほかの種類のハーベスタと補い合って携帯電子機器の独立給電を発展させると期待されている。

### 原理

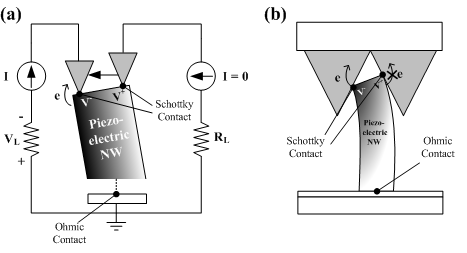
ナノワイヤが軸に直交する力を受けるタイプのナノ発電機の動作原理。 (a) AFMの探針がナノワイヤの先端を左に掃引すると、ひずみの符号によって正負の帯電が生じる。探針-ナノワイヤ界面の特性のため、探針が負に帯電した部分と接している箇所でしか電流は流れない。(b) AFM探針の代わりに似た形状の格子を備えたカウンター電極を用いたもの。(a) と同様、界面を通した電子の移動が起きるのは負に帯電した部分のみである。

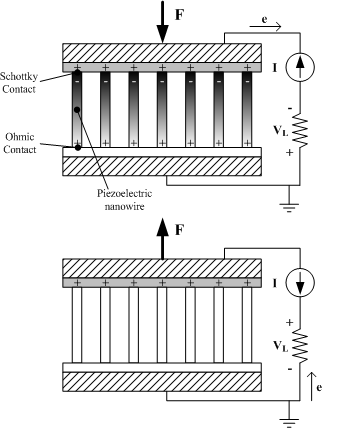
ナノワイヤのそれぞれが軸に沿った力を受けるタイプのナノ発電機の動作原理。

ナノワイヤの軸に対して垂直な力がはたらく場合、平行な力がはたらく場合のそれぞれについて、圧電型ナノ発電機の動作原理を解説する。
軸に垂直な力がはたらく場合の動作原理を説明するため、垂直に伸びたナノワイヤの先端が左右に動く探針によって擦られているところを考える。外力によって圧電体ナノワイヤ全体に曲げ変形が生じると、圧電効果によってワイヤ内部に電場が作られる。この現象は結晶構造中の陽イオンと陰イオンとがひずみによって相対変位を得たことに起因する。曲げの外側に当たる部分は伸長（正ひずみ）を受けて正の電位を呈し、内側は逆に圧縮（負ひずみ）を受けて負の電位を呈する。この結果、ナノワイヤ上面に正電位と負電位の領域が現れる。一方、ナノワイヤ下端は接地されているため電位はゼロとなる。ナノワイヤに生じる最大の電圧は以下の式で求められる。
{\displaystyle V_{\text{max}}=\pm {\frac {3}{4(\kappa _{0}+\kappa )}}[e_{\text{33}}-2(1+\nu )e_{\text{15}}-2\nu e_{\text{31}}]{\frac {a^{3}}{l^{3}}}\nu _{\text{max}}}
ここで κ0 は真空の誘電率、 κ は誘電率、e33、e15、e31 は圧電定数、ν はポアソン比、a と l はそれぞれナノワイヤの半径と長さ、νmax はナノワイヤ先端の最大たわみである。
ナノワイヤの先端から一方向に電荷を送る役割を果たしているのは、カウンター電極とナノワイヤの間の電気的な接合である。肝要なのは接合がショットキー的であることで、接合がオーミックであれば先端に生じた電場は打ち消されてしまう。効果的なショットキー接合が形成されるのは、ナノワイヤ材料の電子親和力（Ea）がカウンター電極を構成する金属の仕事関数（φ）より小さい場合である。電子親和力が4.5 eVの酸化亜鉛（ZnO）ナノワイヤならば、仕事関数が6.1 eVのプラチナが電極材料として適している。ショットキー接合には整流特性があるため、カウンター電極がナノワイヤ表面の負電位部と接しているときには電子が電極に移ることができるが、正電位部と接しているときには電流は流れない（これはn型半導体ナノワイヤの場合であり、p型ではホールがキャリアとなるため逆の現象が起きる）。ここで得られる出力信号は直流電流となる。
ナノワイヤ軸に沿った力がはたらく場合については、垂直に立ったナノワイヤの下端が金属とオーミック接合を作っており、上端がショットキー接合となるようなモデルで考えられる。ナノワイヤの先端に垂直な力を加えると、ワイヤ中に一軸ひずみが作られる。先端には負の圧電電位が発生し、先端のフェルミ準位を上昇させる。電子は上部電極から外部回路を通って下部電極に送られるため、上部電極には正電位が残る。ここでショットキー接合はキャパシタンスとしてはたらき、界面電流を妨げて電極の電位を保つ。力が取り除かれると、圧電電位が消え、電子が逆に流れて上部電極の正電位を中和する。このプロセスでは交流の出力電流が得られる。

### 形状の様式
圧電型ナノ発電機には圧電体ナノ構造の様式によってVING、LINGの2種類があり、そのほかナノ複合材料を利用したもの（NEG）も注目されている。

#### VING

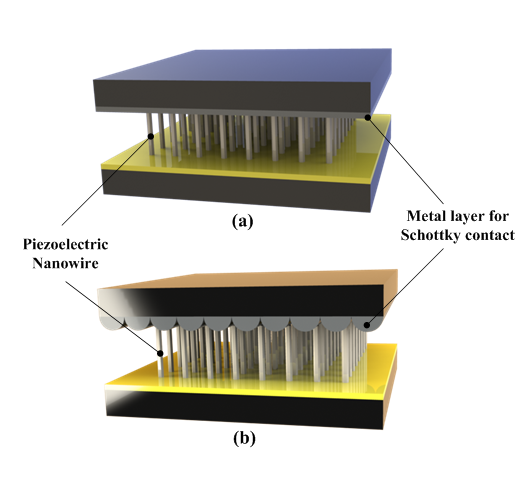
VING型ナノ発電機の模式図。 (a) ナノワイヤアレイ全体がカウンター電極と接触しているタイプ、(b) 部分的に接触しているタイプ。後者ではカウンター電極に設けられた格子状の溝が重要となる。

VING（Vertical nanowire Integrated Nanogenerator、基板面に対して垂直にナノワイヤを集積したタイプ）は3次元的な複合構造で、一般にベース電極・鉛直に成長した圧電体ナノ構造・カウンター電極の3層からなる。通常、圧電体を様々な方法でベース電極から成長させ、その先端をカウンター電極と接触させる。圧電体の突出部がカウンター電極と完全に接している場合もあれば、部分的に接しているだけの場合もある。
ジョージア工科大学のZ・L・ワンは2006年に初めてVINGの基本的な様式を提案した。ワンの方法は原子間力顕微鏡 (AFM) の探針を用いて単一のZnOナノワイヤを変形させるものだった。ワンは続けて2007年に最初のVINGを作製した。自由に動くカウンター電極の表面にAFM探針を多数並べたような周期格子を設ける方式であった。カウンター電極は多数のナノワイヤの先端と不規則に接触しており、外部振動が電極に3次元的な運動を与えると、電極はナノワイヤを様々な方向に変形させてその内部に電位分布を生み出す。カウンター電極の表面はナノワイヤとの間にショットキー障壁を作る金属でコーティングされており、ナノワイヤが圧縮を受けている部分でのみ電子が障壁を通りぬける（n型ナノワイヤの場合）。この方式にはスイッチング性があるため、外部整流器なしに直流電流を生成することができる。
このように圧電体とカウンター電極が完全な接触を作っていないタイプのVINGでは、電極形状が重要な役割を担う。仮に電極が平板であれば、面に沿った方向の動きは圧電体ナノ構造に大きな変形を与えられない。AFM探針アレイに似せたデザイン以外にも、加工が容易な電極デザインを目指して様々なアプローチが試みられた。ワンの研究チームはZnOナノワイヤアレイと同様の合成法を用いてZnOナノロッドからなるカウンター電極を作製した。韓国成均館大学のキム・サンウとサムスン先端技術研究所のチェ・ジェヤンらは陽極酸化アルミニウムと電気めっき法を組み合わせて透明なボウル型電極を創出した。また後には、単層カーボンナノチューブのネットワークを柔軟性のある基板に載せ、エネルギー変換効率が良いだけでなく透明なカウンター電極を開発した。
基本的な様式は上記と同様だが、ナノ構造アレイの突出部をカウンター電極と完全に接触させたタイプのVINGも提案されている。この方式は軸に沿った力からの発電に適しており、出力は交流電流となる。

#### LING

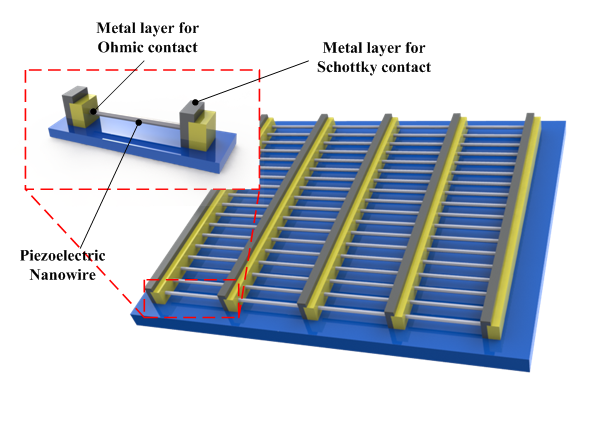
LING型ナノ発電機の模式図。

LING（Lateral nanowire Integrated Nanogenerator、水平にナノワイヤを集積したタイプ）は2次元的な構造で、ベース電極・水平方向に成長させた圧電体ナノ構造・ショットキー接合を作る金属電極の3つの部分からなる。ほとんどの場合、基板となる膜の厚さは圧電体ナノ構造の直径より大きいため、それぞれのナノ構造は純垂直ひずみを受ける。
LINGの原型は、柔軟性のある基板上に単一のナノワイヤを水平に置いたSWG (single wire generator) である。SWGは圧電体の電気エネルギー産生能に関する基礎研究で一般的に用いられる方式だが、LING開発の初期段階でも広く採用されていた。
完全な接触を持つVINGと同様に、LINGは交流の電気信号を生成する。出力電圧を増幅するため、基板上に直列のデバイスアレイを作製し、各デバイスの出力電圧を加算することも行われる。この方式により、風力や波力のような大規模エネルギー源からのエネルギーハーベスティングにLINGを利用できる可能性が開けた。

#### NEG

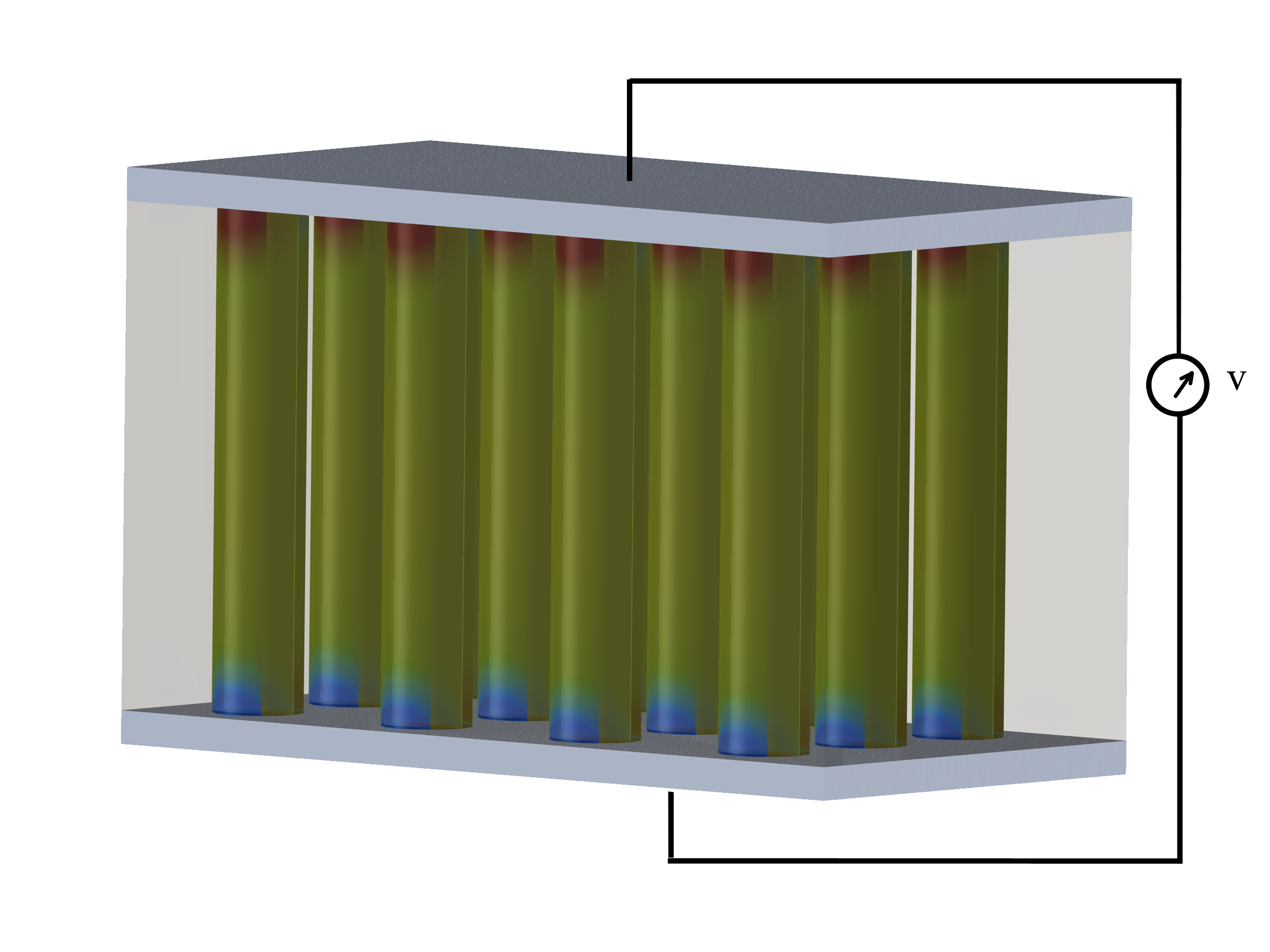
NEG型ナノ発電機の模式図。

NEG（Nanocomposite Electric Generator、ナノコンポジットによる発電機）は3次元的な構造で、2枚の金属板電極の間に垂直に圧電体ナノ構造を形成し、高分子母材を充填したものである。
Momeniらが初めて発表したNEGは、AFM探針でZnOナノワイヤを曲げる方式の最初のナノ発電機と比べて効率がよく、持続可能性の面でも優れていた。また後には、VINGやLINGではナノ構造作製の条件が厳しいのに対してNEGでは材料の選択に自由度が大きいことが注目されている。

#### その他のタイプ
Z・L・ワンは2008年にファイバー型のデバイスを発表した。2本のマイクロファイバーの表面から多数の圧電体ナノワイヤを放射状に成長させ、ファイバーを縒り合せることで発電デバイスとする。片方のマイクロファイバーのナノワイヤ表面には金がコーティングされており、VINGでいうカウンター電極としてもう1本のファイバーとの間にショットキー接合を作る。可動マイクロファイバーが引っぱられると、固定マイクロファイバーのナノ構造体が変形して電圧を生成する。この動作原理は部分的な接触を持つVINGと同じものであるため、発生するのは直流の電気信号である。

### 材料
ナノ発電機の圧電材料候補となる物質はさまざまだが、中でも酸化亜鉛（ZnO）、硫化カドミウム（CdS）、窒化ガリウム（GaN）などウルツ鉱型の結晶構造を持つ物質が注目されている。その最大の特長は水熱合成法という簡便で低コストの加工法にある。水熱合成では結晶性の物質を垂直に成長させられるのに加え、100℃以下の低温で実行できるため、基板を選択する上で融点のような物性を考慮しなくてすむ。
より圧電性の優れたナノワイヤを求める動きの中で、ウルツ鉱型以外の圧電体も開発が進められてきた。ジョージア工科大学のワンはp型半導体ZnOナノワイヤを導入した。n型半導体の場合と異なりp型では電荷担体がホールであるため、ショットキー接合の機能はn型とは逆となり、ナノ構造の中でホールが蓄積した部分から電気信号が発生する。p型ZnOナノワイヤから生成される出力信号はn型の10倍近くになることが示されている。
ペロブスカイト構造を取る物質がウルツ鉱型構造より圧電効率が良い点に注目して、イリノイ大学アーバナ・シャンペーン校のM・F・ユーはチタン酸バリウム（BaTiO3）ナノワイヤの研究を行ってきた。その出力信号はZnOナノワイヤで同様の構造を作ったときと比べて16倍以上となることが示された。
カリフォルニア大学バークレー校のリウェイ・リンはポリフッ化ビニリデン（PVDF）を用いたナノ発電機を提案した。高分子であるPVDFの作製には、上述の半導体材料とはまったく異なる近接場エレクトロスピニングが用いられる。その生成プロセスを制御するとナノファイバーを基板上に直接プリントすることが可能であり、自己給電型の繊維エレクトロニクスへの応用も期待されている。
圧電型ナノ発電機の性能は圧電定数に全面的に依存することから、圧電応答が高い新材料を探究することでデバイスの性能を高める方向性の研究もある。マグネシウムニオブ酸・チタン酸鉛（PMN-PT）は組成と方位次第で非常に高い圧電定数を実現できる次世代圧電材料である。2012年には高い圧電定数を持つPMN-PTナノワイヤが水熱法によって作製され、エネルギーハーベスティングデバイスに組み込まれた。後に作製された単結晶PMN-PTナノベルトは圧電定数の記録を塗り替え、圧電ナノ発電機の構成要素として欠かせない存在になった。
2010年までに報告された材料の比較を以下に示す。
| 材料       | タイプ                   | 形状                           | 出力電圧                                      | 出力電力                           | 合成法                 | 研究者                         |
| ---------- | ------------------------ | ------------------------------ | --------------------------------------------- | ---------------------------------- | ---------------------- | ------------------------------ |
| ZnO（n型） | ウルツ鉱型               | D: 〜100 nm, L: 200〜500 nm    | VP = 〜9 mV (R = 500 MΩ)                      | 〜0.5 pW毎サイクル（見積もり値）   | CVD、水熱法            | ジョージア工科大               |
| ZnO（p型） | ウルツ鉱型               | D: 〜50 nm, L: 〜600 nm        | VP = 50〜90 mV (R = 500 MΩ)                   | 5〜16.2 pW毎サイクル（計算値）     | CVD                    | ジョージア工科大               |
| ZnO-ZnS    | ウルツ鉱型（ヘテロ構造） | 記載なし                       | VP = 〜6 mV (R = 500 MΩ)                      | 〜0.1 pW毎サイクル（計算値）       | 熱蒸着およびエッチング | ジョージア工科大               |
| GaN        | ウルツ鉱型               | D: 25〜70 nm, L: 10〜20 µm     | Vavg = 〜20 mV , Vmax = 〜0.35 V (R = 500 MΩ) | 〜0.8 pW毎サイクル（平均、計算値） | CVD                    | ジョージア工科大               |
| CdS        | ウルツ鉱型               | D: 〜100 nm, L: 1 µm           | VP = 〜3 mV                                   | 記載なし                           | PVD、水熱法            | ジョージア工科大               |
| BaTiO3     | ペロブスカイト           | D: 〜280 nm, L: 〜15 µm        | VP = 〜25 mV (R = 100 MΩ)                     | 〜0.3 aJ毎サイクル（記）           | 高温化学反応           | UIUC                           |
| PVDF       | 高分子                   | D: 0.5〜6.5 µm, L: 0.1〜0.6 mm | VP = 5〜30 mV                                 | 2.5 pW〜90 pW毎サイクル（計算値）  | エレクトロスピニング   | カリフォルニア大学バークレー校 |

### 応用
圧電型ナノ発電機は周期運動からエネルギーが発生する幅広い環境での応用が期待されている。たとえば、大は風や海洋波から、小は心臓の鼓動や呼吸における筋運動までが挙げられる。さらに実現が見込まれている応用としては以下のようなものがある。

#### 自己給電型ナノ・マイクロデバイス
比較的エネルギー消費が低いナノ・マイクロデバイスを運動エネルギーの豊富な環境で運用する場合に、ナノ発電機で自己給電を行うか、あるいは補助的なエネルギー源とすることが有望だと考えられている。2010年にはワンらがpHセンサやUVセンサに出力電圧20〜40 mVのVINGを組み込んで自己給電を可能にした例がある。
ただし、ナノ発電機が生成する電気エネルギーはナノ・マイクロデバイスの消費電力と比べても小さく、現在その応用範囲はバッテリーの補助エネルギー源にとどまっている。ブレークスルーを求めて、ナノ発電機を太陽電池や生化学エネルギーハーベスタのような別種のハーベスティングデバイスと組み合わせる研究が進められている。このアプローチは、自己給電が必須であるスマートダストなどのエネルギー源の発展につながると期待されている。

#### スマートウェアラブルシステム
圧電ファイバーを組み込んだ布地で作られた衣類への応用も有望視されている。身体運動から得た運動エネルギーを圧電ファイバーによって電気エネルギーに変換し、健康モニタリングシステムなどのデバイスを内蔵したスマートウェアラブルシステムのエネルギー源とするというものである。またVINGなどのナノ発電機を靴に内蔵して、歩行運動から手軽に発電することも考えられる。
同様の応用分野として、発電機能を持つ人工皮膚がある。ワンらはハムスターに柔軟性のあるSWGを貼り付けて走らせることで最大100 mVの交流電圧が生成できることを示した。

#### 透明なフレキシブルデバイス
圧電体ナノ構造の中には柔軟かつ透明な有機基板の上でも作製可能なものがある。SKKUのキムらとSAITのチェらは透明でフレキシブルなナノ発電機を開発した。将来的にこれを自己給電型触覚センサに組み込むことで、エネルギー効率のよいタッチスクリーンデバイスが実現すると期待されている。キムらはさらにデバイスを発展させ、酸化インジウムスズ（ITO）電極をグラフェン層で置換して透明度とコスト効果を向上させた。

#### 植込み型遠隔測定エネルギー受信器
ZnOナノワイヤを基盤とするナノ発電機は植込みデバイスとしても利用できる。ZnOはそれ自体生体適合性を有し、有機基板上に作製することもできるため、デバイス全体が生体適合性を持つ。ナノ発電機を備えた人体植込みデバイスは、外部からの超音波振動を圧電ナノ構造によって電気エネルギーに変換して動作することができる。

## 摩擦帯電型ナノ発電機

### 概要

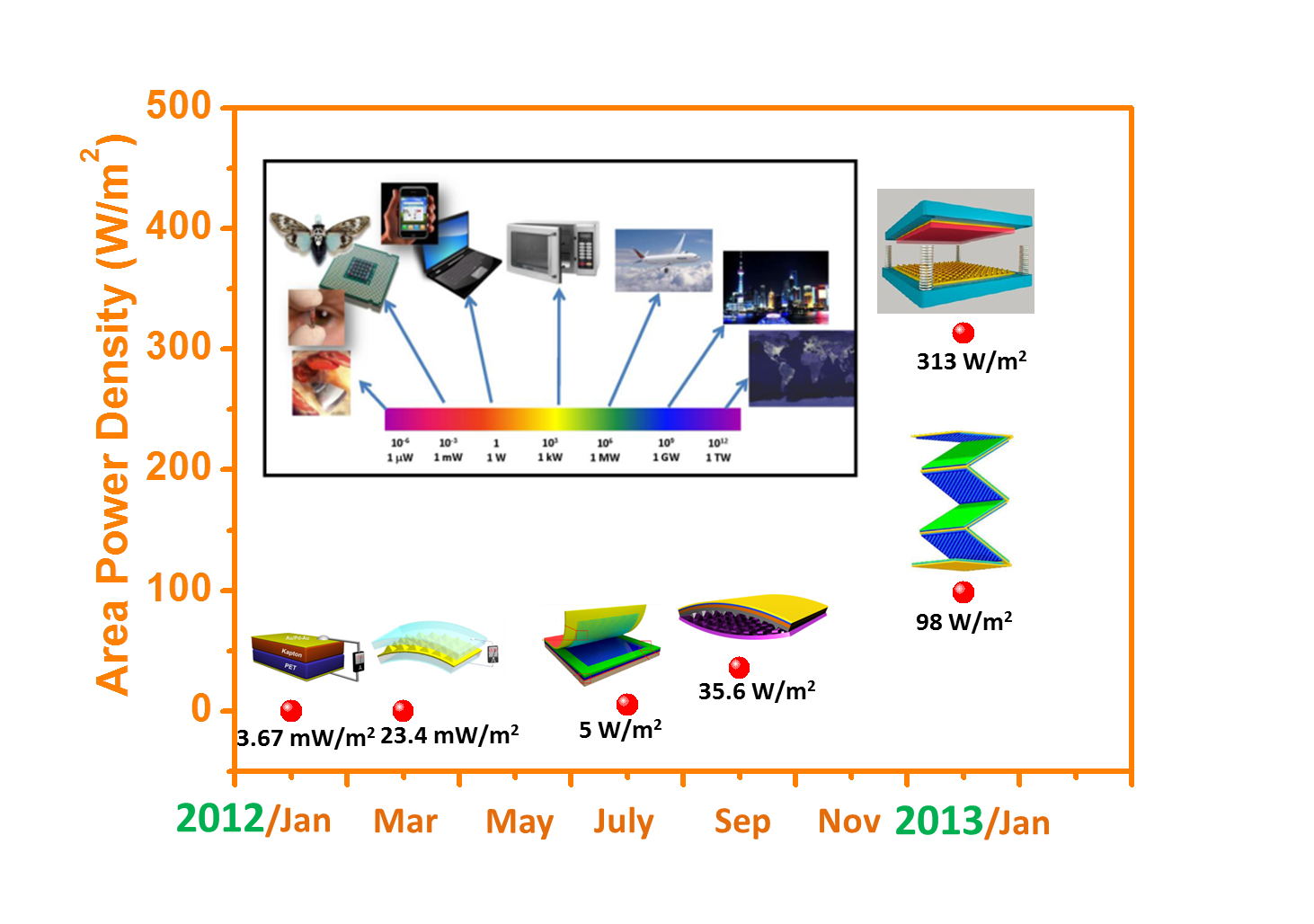
摩擦帯電型ナノ発電機の出力電力密度は、2012年の第一号から1年間のうちに急激に増加した。

摩擦帯電型ナノ発電機（triboelectric nanogenerator、TENG）とは、摩擦帯電効果と静電誘導の組み合わせによって外界の力学的エネルギーを電気エネルギーに変換するエネルギーハーベスティングデバイスである。この方式は圧電型よりも後発で、2012年にジョージア工科大学のZ・L・ワンによって初めて発表された。発電ユニットの内部回路では、摩擦帯電に関して逆の極性を持つ2枚の薄膜が触れ合って電荷を授受し、電位差が作り出される。その電位差を打ち消すため、それぞれの薄膜の裏に張られた電極の間で外部回路を通して電子の流れが生じる。TENGには有機材料が最も適しているため有機ナノ発電機と呼ばれることもある。力学的エネルギーのハーベスティングデバイスで有機物質が用いられたのはこの方式が初めてであった。
2012年1月にTENGが初めて報告されて以来、その出力電力密度は12か月のうちに5ケタの向上を見た。面積電力密度は313 W/m2、体積電力密度は490 kW/m3に至り、変換効率は60%から72%を達成した。それまでにない出力性能に加え、TENGは製造加工のコストが低く、ロバスト性と信頼性が高く、環境適合性に優れるなど、数々の利点を持っていた。TENGが利用できるエネルギー源は身体運動、歩行、振動、タイヤの回転、風力、水の流れなど幅広く、至る所に存在しながら利用されていないあらゆる力学的エネルギーからハーベスティングを行うことが可能になる。
TENGの基本的な動作モードには垂直接触-分離モード、面内滑りモード、単一電極モードの3種がある。これらはそれぞれ異なった特性を持ち、用途も異なる。

### 基本的な動作モードと機構

#### 垂直接触-分離モード

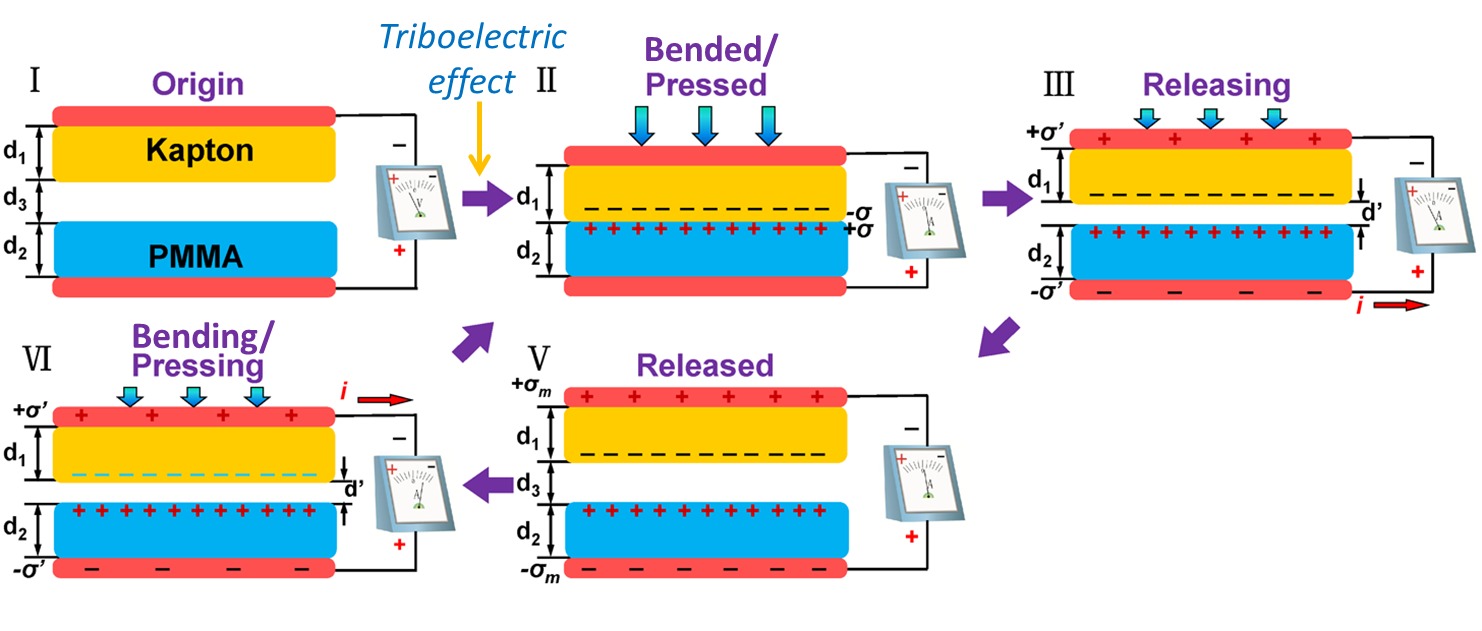
垂直接触-分離モードのTENG。

TENGの動作原理は、互いに逆の摩擦電荷を帯びた二枚の膜が接触と分離を繰り返すことで、電位差が周期的に変化するというものである。はじめに、電気的に中性な有機層が2層（カプトン（ポリイミド）およびPMMA）があるとする（右図 I）。機械的な動揺によってデバイスが曲げや圧迫を受けると、有機層どうしが接触して電荷の移動が起こり、片側の表面が正電荷を、もう片側が負電荷を帯びる（図 II）。これは単純な摩擦帯電効果である。変形が解放されると、二つの表面は自然に離れていき、対向する正負の電荷が空間に電場を作る。これにより上下の電極間に電位差が生じる。電位差を遮蔽するため、一方の電極からもう一方へ電子が外部負荷を通って流れていく（図 III）。この電流は電極間の電位が等しくなるまで継続する（図 IV）。その後、有機層が再び互いに圧迫されて間隔が狭まると、正負の電荷対によって誘起される電位差が減少するため、電子が外部負荷を逆向きに流れて逆方向の電流パルスが発生する（図 V）。機械的変形が周期的に繰り返されれば、交流電流信号が継続的に生成する。
ここで互いに接触する摩擦帯電材料の一つは絶縁体でなければならない。さもなければ摩擦電気は表面に止まらず逃げて行ってしまう。

#### 横滑りモード

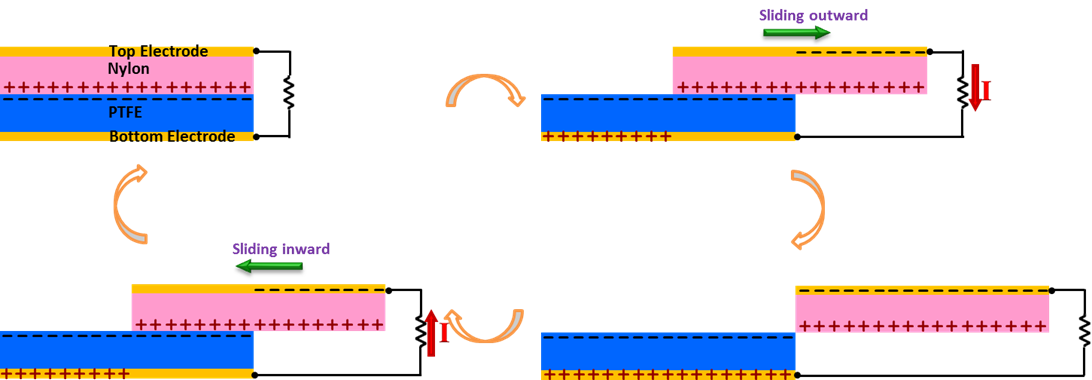
横滑りモードのTENG。

摩擦の基本的なプロセスには、上述のような縦方向の接触-分離のほか横方向の滑りがある。ここでは二つの表面が面に沿って摺動する方式のTENGを示す。接触面が擦り合わされて強く帯電している状況で、二つの表面の接触面積を周期的に変化させると、電荷中心の間の横方向距離が開いたとき、外部負荷に電流を流すだけの電位差が生まれる。摺動による発電機構を右の模式図に示す。はじめの位置では二つの高分子層が完全に重なり合って隙間なく接している（図の左上）。これらの間には電子を引き付ける能力に大きな差があるため、摩擦帯電効果がはたらいて一つの表面には正の電荷が現れ、もう一つの表面にはそれと等しい密度で負の電荷が現れる。これらは絶縁体であるから、摩擦電気はその場に止まり、かなりの時間にわたって逃げることがない。したがって二層が重なり合っている配置では正電荷と負電荷の間隔が実質的にゼロとなり、電極間に電位差は生じない。ここで正電荷を帯びた上側プレートを右に滑らせると、電荷中心の間の距離が開き、右から左に向けて電場が作られる（図の右上）。その結果、上部電極の電位が相対的に高くなり、上部電極から下部電極へ向けて電流が流れる。こうして電極に誘起された電荷が、摩擦電気による電位差を打ち消す向きの電圧を生む。電極層と摩擦帯電層との間の垂直距離は横方向の滑り変位と比べて無視できるので、回路を流れた電荷の総量は分離した摩擦電荷の量とおよそ等しい。そのため、滑り運動が継続して電荷が分離し続けている限り電流は流れ続け、上部プレートと下部プレートの重なり合いが完全になくなって帯電面が完全に分離したところで電流は止む（図の右下）。電流はプレートが滑る速さによって決定されることになる。その後、上部プレートの動きが反転すると、分離していた摩擦電荷が再び接触を起こすが、高分子層の絶縁性により電荷が消失することはない。帯電面どうしが再び重なっていくにつれ、過剰となった電極上の自由電荷は電気的中性を回復するため外部負荷を逆に流れていく（図の左下）。これにより、摺動の後半サイクルでは下部電極から上部電極に向けて電流が流れる。2枚のプレートが再び重なり合い、帯電面が完全に接すると、電極の誘起電荷が消えてデバイスは最初の状態に戻る（図の左上）。サイクルを通じて外向き滑りと内向き滑りのプロセスは対称であり、したがって対称的な交流電流ピークが発生すると考えられる。
帯電面の滑りによる電荷分離機構は一軸平行移動だけでなく回転運動でも可能である。いずれの場合でも、滑り面に格子線（平行移動の場合）や扇形の分割（回転円板の場合）を設けることでエネルギーハーベスティングの効率は非常に高くなる。このような構造では、パターン周期に等しい距離だけの変位で正負の帯電面を完全に分離することが可能となり、電極に誘起される電荷の輸送効率が劇的に向上する。

#### 単一電極モード

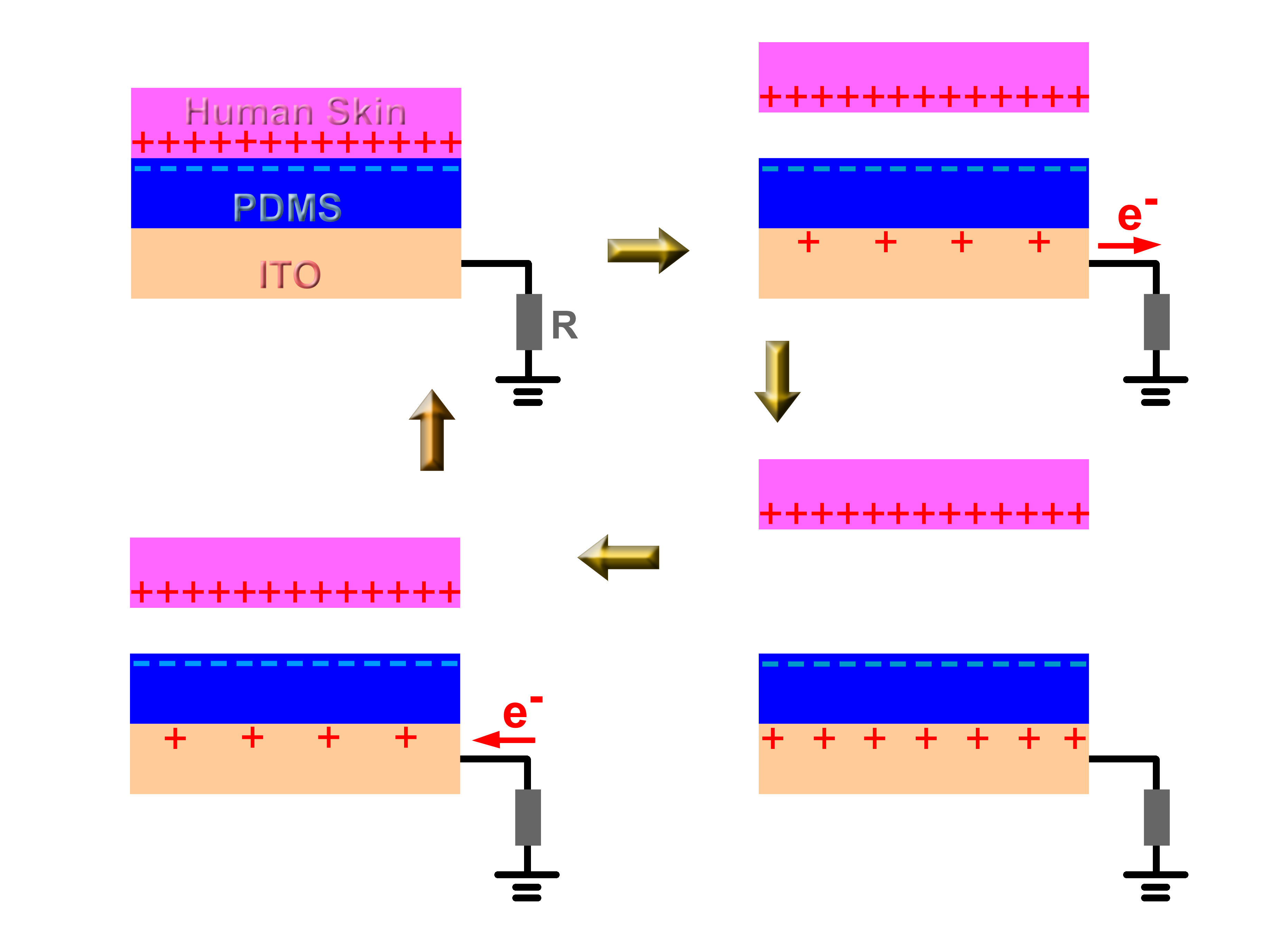
単一電極モードのTENG。

電極を一つしか持たないタイプのTENGは、指先で触れて発電するような用途に適した設計とされている。その動作原理は、右図に模式的に示すように、接触帯電と静電誘導との組み合わせによる。はじめの位置（図の左上）では皮膚表面（ピンクの部分）とPDMS層（青い部分）が完全に接触し、電荷の移動が起きている。帯電系列上でPDMSは皮膚よりも負側に位置するので、接触帯電のプロセスによって皮膚からPDMSに電子が移る。摩擦電荷は正負が完全につり合っており、外部回路に電流が流れることはない。ここでPDMSと皮膚が分離すると、電荷のつり合いが崩れ、PDMS上で過剰になった負電荷を遮蔽するためにITO電極（オレンジの部分）に正電荷が誘起され、ITO電極からグラウンドに自由電子が流れる（図の右上）。すなわち静電誘導が起きる。皮膚とPDMS層の間隔がPDMSの膜厚と比べて十分広がれば、この過程で十分な出力信号を得ることができる。さらに間隔が広がり、PDMS上の摩擦電荷がITO電極の誘起電荷で完全に遮蔽されると出力信号は止む（図の右下）。ここで再び皮膚が近づいてくると、ITOの誘導電荷を減らすため、グラウンドからITO電極に向けて電子が戻ってくる（図の左下）。つまり、先ほどとは逆の電圧・電流信号が生じる。皮膚とPDMSが完全に接すると電荷の移動は止まる。これが単一電極モードの発電サイクルである。

### 応用
TENGとは、内部回路における摩擦帯電と外部回路における静電誘導を用いて、機械的な動揺を電気信号に変換する物理的プロセスだといえる。この基本プロセスについては主に2種類の応用が行われている。一つには特有の利点を持った力学的エネルギーのハーベスティングデバイス、もう一つは自己給電型のアクティブセンサである。

#### 振動エネルギーのハーベスティング
振動は日常生活で最も普遍的な現象の一つで、歩行運動、音声、エンジンの振動、自動車、電車、航空機、風など、至る所に存在する。したがって振動エネルギーのハーベスティングは携帯電子機器の電力源として多大な価値があり、実用化を目指してTENGの基本原理に基づく様々な技術が開発されてきた。試みのいくつかを以下に示す。(1) 従来からMEMSで用いられてきたカンチレバーの手法を応用して、振動によってカンチレバー先端と帯電体との周期的な接触・分離を作り出す方法。 (2) 複数のTENGセルを並列接続したグリッド構造によって、総出力電流を大きく向上させる試み。ワンらはこの発電ユニットをバックパックに搭載した。 (3) ばねで支持された共振器を用い、共振によって二つの帯電体の接触・分離を誘起する方式。自動車のエンジンやソファ、机から振動エネルギーを取り出せることが実証されている。 (4) 3D-TENG。接触・分離モードと摺動モードをハイブリッドした設計で、3次元的なランダム振動のエネルギーを広い帯域幅でハーベスティングすることを可能にしている。

#### 身体動作からのエネルギーハーベスティング
人が活動すると人体の周囲に豊富な力学的エネルギーが生み出される。TENGはこれを発電に利用し、携帯機器の充電や生物医学的な用途に当てることができる。柔軟性のある多層TENGをパッケージした靴の中敷きによって、歩行中の足底圧を利用したハーベスティングが行われている。このTENGは接触-分離モードを利用するもので、周期的な足底圧によって効率的に動作する。ワンらはこの技術により外部電源を用いずに点灯する靴を開発し、ディスプレイやエンターテインメントなど広い応用を見込んでいる。TENGをシャツの内側に貼り付けて身体動作から発電を行うことも行われており、通常歩行時の出力は最大で電圧17 V、電流密度0.02 µA/cm2に達している。一層のサイズが2 cm×7 cm×0.08 cmのTENGを衣類に貼りつけたもので発光ダイオード（LED）30個を点灯したりリチウムイオン電池を充電することが可能だが、衣類を平手でたたき続ける必要がある。

#### 自己給電型アクティブひずみ/力覚センサ
TENGが機械的にトリガされると電気的な出力が発生し、その大きさは機械的な変形の強さと経時特性を示す。これはTENGを自己給電型圧力センサとして使う場合の基本原理である。TENGはどのタイプでも外力に対する感度と応答の速さが良好で、鋭い信号ピークを与える。さらに1枚の羽根 （20 mg、接触圧力〜0.4 Pa）がぶつかった衝撃さえ検出が可能であるほか、センサ信号を詳細に調べることで加圧のプロセスの全体を読み取ることもできる。この種のセンサが現実世界に存在する微小な圧力の測定に応用できることは数々の研究で示されている。
TENGによってマトリックスアレイを構成すれば、物体表面に大面積の自己給電型圧力マッピングセンサを形成することが可能になる。局所的な圧力に対するTENGアレイの応答を多チャンネル測定系で測定する。この技術は人工皮膚やヒューマンインターフェースへの応用が見込まれる。
TENGからの出力信号には開放電圧と短絡電流の2種類ある。開放電圧はTENGが機械的なトリガを受けて最終的に到達した状態のみによって決まる。すなわち、開放電圧は変形量の指標であり、TENGから得られる情報のうち静的な部分にあたる。一方で出力電流は誘導電荷が流れる速さに依存するため、どのように機械的トリガが与えられたかという動的なプロセスを反映している。
摩擦帯電効果を利用したアクティブ圧力センサや集積センサアレイは、従来のパッシブ圧力センサと比べて複数の利点がある。まず、アクティブセンサは開放電圧を用いた静的センシングと短絡電流を用いた動的センシングの両方に用いることができる。従来のセンサでは載荷速度の情報を動的にセンシングすることは難しい。第二に、静的・動的センシングの両者とも応答が高速であり、圧力負荷の詳細を明らかにすることができる。第三に、TENGの動的センシングは検出限界が2.1 Paと低い。第四には、ワンらが作製したアクティブセンサアレイは電力を消費せず、自身のエネルギーハーベスティング機能と組み合わせて自己給電型圧力マッピングを可能にする。今後この分野の研究は、ピクセルサイズの小型化によって空間分解能を向上させるとともに、アクティブセンサマトリクスを完全にフレキシブルな基板に搭載して形状適合性圧力イメージングを可能にする方向に向かうと考えられる。

#### 自己給電アクティブ化学センサ
TENGの設計では、二つの帯電材料が電子を引き付ける強さに差をつけたり、表面形状を変化させることで両極に生成する電荷を最大化する。これはつまり、帯電体の表面に分子が吸着するとその種類や密度によって出力が左右されることを意味するので、TENGを化学センサや生物化学センサとして用いる可能性が開かれる。たとえば、帯電体の接触面に金ナノ粒子を堆積させるとTENGの性能は変化する。ナノ粒子はプレートが完全に密着することを防ぐスペーサーとなるほか、プレート同士の接触面積を増加させることでTENGの出力を増大させる働きがある。そして、Hg2+イオンを捕獲する働きを持つ3-メルカプトプロピオン酸 (3-MPA) 分子で金粒子表面を修飾すると、Hg2+イオンを捉えた金ナノ粒子は摩擦帯電特性が一変することから、高感度かつ選択的なHg2+イオンセンサとなる。またHg2+以外の金属イオンやDNA、タンパク質のような生体分子など、被験物質が選択的に結合することでスイッチがオンオフされるようなTENGセンサを作製できる可能性が指摘されている。

### 物質と表面構造の選択
既知の物質は金属から高分子、シルク、木材までほぼ例外なく摩擦帯電効果を示す。これらの物質がすべて材料候補になるため、TENGの設計の自由度は大きい。ただし、物質が電子を授受する能力は一様ではない。ジョン=カール・ウィルケは1757年に初めて摩擦帯電系列を発表した。帯電系列の下方に位置する物質ほど、上方の物質と触れたときに負の電荷を受け取る傾向がある。帯電列上で離れた位置にある物質を触れ合わせるほど移動する電荷量は増える。また表面のモルフォロジーも性能に影響する。物理的な手法によってマイクロ/ナノサイズのピラミッド型や立方体型、半球型のパターンを作ると、接触面積が拡大されるため摩擦帯電特性の強化につながる可能性がある。しかし、表面に凹凸構造を設けると摩擦力が増大してエネルギー変換効率に負の影響を与えるおそれもある。そのため設計の最適化が必要である。
材料の表面を様々な分子、ナノチューブ、ナノワイヤやナノ粒子によって機能化することでも摩擦帯電効果を高められる。表面機能化は表面電位に大きな影響を与えうる。表面にナノ構造を導入すると、局所的な接触特性が変わり、摩擦帯電効果の改善につながる可能性がある。材料とナノ構造の種類の組み合わせは多岐にわたるため、検証には膨大な研究が必要となる。
これら単一材料のほかにも、高分子母材にナノ粒子を埋め込んだものなど、複合材料で接触部を作製することもできる。これは表面帯電に影響を与えるだけでなく、誘電率を変化させて静電誘導の効果を強められる可能性がある。このように、TENGの性能は材料選択によって大きく改善されうるため、化学者や材料科学者にとっては基礎科学と応用の両面で研究の余地が大きい。これに対して、太陽電池や熱電デバイスのような系は材料の自由度がやや限られており、高性能デバイスの設計で選択肢はそれほど多くない。

## 焦電型ナノ発電機
焦電型ナノ発電機とは、焦電体のナノ構造を利用して外部の熱エネルギーを電気エネルギーに変換するエネルギーハーベスティングデバイスである。通常、熱電エネルギーのハーベスティングにはゼーベック効果（温度差によって電荷担体の非対称な拡散運動が起きる現象）が利用される。しかし、通常の屋外環境のように温度が空間的に均一な場合には、温度差として時間的な温度ゆらぎを利用するしかないが、ゼーベック効果ではそれが不可能である。その替わりとなるのが焦電効果（ある種の異方的な固体が熱ゆらぎによって自発分極を示す現象）である。最初の焦電型ナノ発電機はジョージア工科大学のZ・L・ワンによって2012年に実現した。将来的にこの新しいナノ発電機は、廃熱エネルギーのハーベスティングを通して、無線センサや温度イメージング、医療診断、および携帯機器に応用されると考えられる。

### 原理

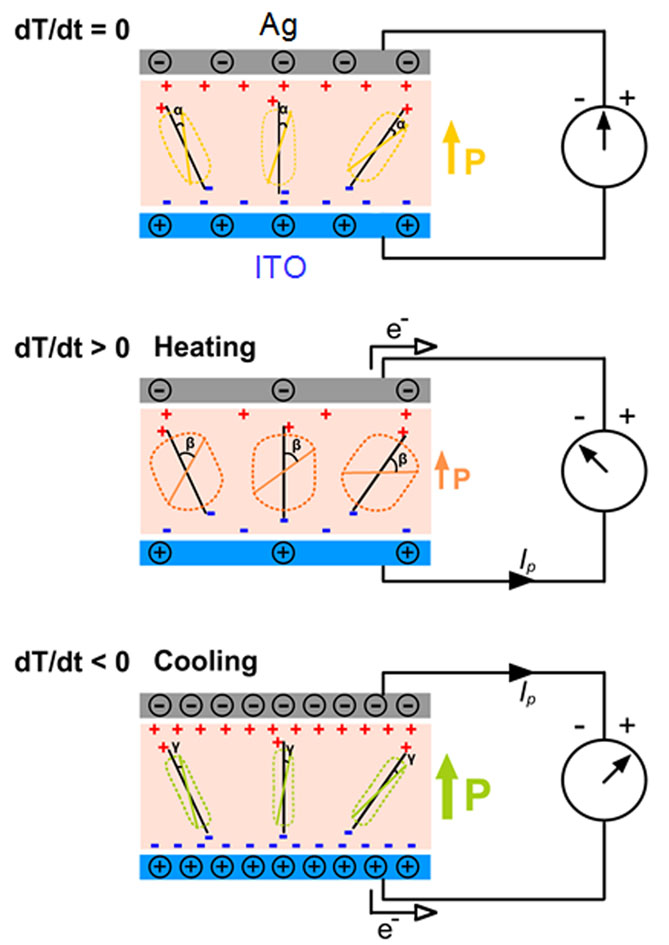
焦電体ナノワイヤの複合構造からなる焦電型ナノ発電機の動作機構。（a） 室温における状態。焦電体中に負の電気双極子モーメントが生じている。(b) 加熱時、(c) 冷却時。図中の角度は双極子が統計的な熱ゆらぎによって振動する振幅を示す。

焦電型ナノ発電機の動作原理を一次の焦電効果と二次の焦電効果の2通りに分けて解説する。
一次の焦電効果はひずみがないときに発生する電荷に当たり、PZT、BTOなどの強誘電体材料の焦電応答を支配する。この機構は焦電体内の電気双極子が平衡軸の周りで不規則な揺動（熱運動）を行うことに起因する。温度が変化しない限り、この揺動の激しさは変化せず、双極子による自発分極の強さを時間的に平均すると一定となる。この間、焦電型ナノ発電機は何の出力も生み出さない。デバイス温度が上昇すると、双極子は配向軸に対してより広い角度で振動するようになる。揺動の角度が広がることにより、自発分極の強さの時間平均が減少する。これにともなって電極の誘導電荷が減少し、電流が生じる。逆にデバイスが冷却された場合には、熱運動の激しさが低下し、双極子の揺動の開き角が減少するため、自発分極は強化される。このとき電極に誘起される電荷が増加するので電流は先ほどと逆の方向に流れる。
二次の焦電効果は、熱膨張による格子ひずみが圧電的に電荷を誘起することに起因し、ZnO、CdSなどのウルツ鉱型物質で支配的となる。焦電体中に電位差が引き起こされれば、外部回路に電子が流れることになる。焦電型ナノ発電機の出力は材料の圧電係数や熱変形と関係がある。出力電流 I は、I = pA(dT/dt) の式で表される。ここでp は焦電係数、A はデバイスの有効面積、dT/dt は温度変化速度である。

### 応用
焦電型ナノ発電機は時間的な温度ゆらぎが存在する環境で様々な用途に応用できるものと期待されている。一般に焦電型ナノ発電機は出力電圧が大きく、出力電流は小さい。焦電型ナノ発電機は将来的な電力源としてだけではなく、温度変化を検出するバッテリー不要のアクティブセンサとしての応用が考えられている。Z・L・ワンは2012年に焦電ナノ発電機を用いて応答時間0.9 s、リセット時間3 sの自己給電型温度センサを作製した。